# Carl David Bouché
Carl David Bouché (Karl David Bouché, David Karl Bouché ou David Bouché jun.)  (Berlim, 4 de junho de 1809 - Berlim, 27 de setembro de 1881) foi um botânico,  jardineiro e escritor alemão. Foi inspetor e diretor técnico do Jardim botânico de Berlim, 1843 a 1881.
Bouché foi membro de uma proeminente família de botânicos e competentes jardineiros. Seu avô, Jean David Bouché (1747-1819), foi viveirista em Berlim, de origem francesa, já instalava estufas de plantas que se tornaram populares na nobreza prussiana. Seu tio, Peter Friedrich Bouché (1785-1856), e seu pai Peter Karl Bouché (1783-1856) continuaram os negócios. Peter Karl também foi aluno de Carl Ludwig Willdenow.
Sua atividade foi mais intensa no desenvolvimento de estufas com calefação. Seus conhecimentos sobre construção de estufas foi divulgado no seu livro Glashäuser aller Art em co-autoria com Louis Neumann, em 1842. O manual só foi publicado em 1886, por seu filho Julius Bouché, também construtor de tais estruturas.
Como taxonomista, Bouché descreveu e classificou 107 novas espécies botânicas.

## Algumas publicações
- Carl David Bouché. 1839.  Praktische Anleitung zur Treiberei der Zwiebel-Gewächse, Berlín
- Carl David Bouché. 1842. Die Blumentreiberei oder praktische Anleitung zur Erziehung und Pflege der Gewächse, welche vom Herbst bis Frühling, sowohl in Treibhäusern, als auch im Zimmer, künstlich zur Blüthe gebracht werden können …: En Handbuch für Gärtner und Blumenfreunde; Mit vier Kupfertafeln / nach eigner vieljähriger Erfahrung bearbeitet von Carl David Bouché …, Berlín: Nicolai
- Carl David Bouché. 1856. Zwiebel-Treiberei im Zimmer. En: Eduard Oskar Schmidt, Ferdinand Herzog: Der populäre Gartenfreund, oder die Kunst, alle in Deutschland bis jetzt bekannten Blumen und Gemüse auf die leichteste und beste Weise zu ziehen, und dadurch den Garten zu einer Quelle des Nutzens, der Erholung und des Vergnügens zu machen: mit … [der] Kunst, Topf-Gewächse und Garten-Pflanzen durch Absenker, Wurzeln und Stengel fortzupflanzen, einem Gartenkalender und vielen Gartengeheimnissen für Hausgärtner zur Garten-Wirthschaft und zur Vertilgung schädlicher Garten-Insekten, 6. verb. Aufl., Quedlinburg [u.a.]: Ernst
- Carl David Bouché. Gewächshäuser wie Fabriken, en: Zandera, Jg. 17, 2002, Nº 1, S. 17–26
- Carl David Bouché; Hermann Grothe (Bearb.). 1884.  Ramie, Rheea, Chinagras und Nesselfaser: ihre Erzeugung und Bearbeitung als Material für die Textilindustrie, 2., sehr verm. Aufl., Berlin: Springer, 1884.